# 四稜郭

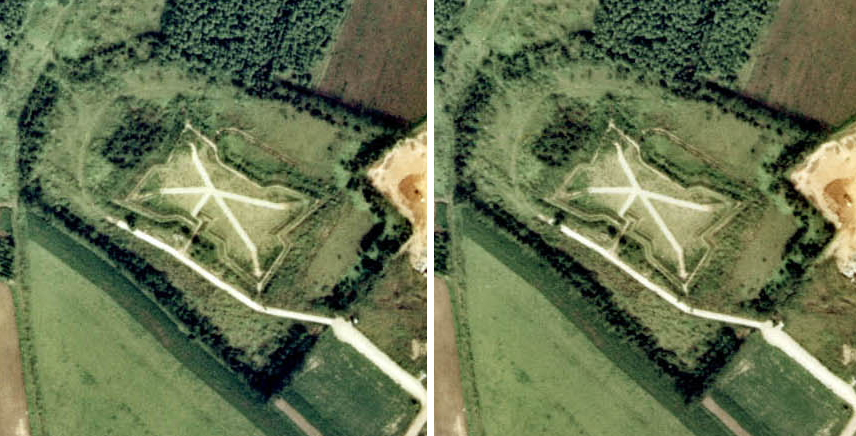
四稜郭のステレオ空中写真（1976年）

四稜郭（しりょうかく）は、箱館戦争において蝦夷共和国（箱館政権）が、1869年（明治2年）に五稜郭の北北東の段丘上（現在の北海道函館市陣川町）に築造した台場。新台場、神山台場、新五稜郭などとも呼ばれる。国の史跡。
なお、北海道北斗市の松前藩戸切地陣屋跡（国指定史跡）も同様の稜堡式四稜堡を基盤とするため「四稜郭」と混同・俗称されることがあるが、規模・構造・目的ともに全く異なる城堡であることに注意が必要である。

## 立地と概要
同台場は、函館市北東に連なる亀田山地の麓に形成された更新世期海成段丘面の最下段のうち、亀田川と陣川に両岸を開析された舌状台地上に立地する。五稜郭の位置する陸繋島平坦面との比高は約80ｍに及び、南南西約4.5km先に五稜郭、さらに遠方には函館湾までを見通す位置に所在する。一方、同台場の立地する段丘面は南側に約800m延びる一方で、北側後背にも1km以上続く一連の緩斜面を呈しており、箱館戦争時にはこの北側方面から迂回した官軍の接敵を許し陥落に繋がったことが当時記録から伺える。
築造の目的は、榎本武揚率いる箱館政権の拠点たる五稜郭の支城として、また北海道東照宮を守護する為であったと考えられている。なお、四稜郭以外にも、川汲台場（現・函館市）や峠下台場（現・七飯町）などをはじめ、桔梗野・亀田新道・赤川（いずれも現・函館市）、さらには松前藩が箱館戦争戦前に遺棄した立石野台場・白神岬台場（現・松前町）など、道南各所の要地で陸海の台場が官軍迎撃のため築造・復旧され、戦闘の舞台となった。これらの築造に先立ち、大鳥圭介は箱館戦争己巳戦線開戦の是非定かならぬ明治2年（1869年）2月、ブリュネ、アンドレ・カズヌーヴ、フランソワ・ブッフィエを伴い箱館を発ち、松前半島を中心に北は乙部・厚沢部に至るまで渡島半島西半の各地をおよそ1か月半かけて踏査し、陸海砲台の要地の巡検と地形の探索を行っている。
堡塁は四稜堡をなすが、北東・南西に幕壁（稜堡間を繋ぐ壁）を持つ一方で、四稜堡において一般的な正方形を基準に設計されるタイプ（例：フランスのバイヨンヌ城塞、スウェーデンのランズクルーナ城塞・ベトナム：ダイナイ要塞など）と異なり北西・南東の幕壁を欠いた扁平形をなし、かつこの構造のため北側の２稜堡が隣稜援護の為の側壁（仏：flanc）を南方の片側ずつ欠くため、「蝶が四方に羽を広げたような形」と形容される特徴的な平面形を呈する。
規模は東西約100メートル、南北約70メートルの範囲に、幅5.4メートル、高さ3メートルの土塁を盛り、その周囲に幅2.7メートル、深さ0.9メートルの空堀を設けている。土塁内周中腹にはほぼ全周に銃兵足場（banquette）が設けられており、各稜頂部に砲座が配置されている。南西側幕壁中央に門口があり、その後方に幅0.9メートルほどの通路が設けられている。郭内の面積は約2,300平方メートルで、郭内建物はない。
築造時期に関して明記された資料はないが、『四稜郭史』における古老からの聞き取りに拠ると、明治2年（1869年）4月下旬頃に構築が始まり、建設の人出として城中から士卒約200人、赤川・神山・鍛冶村から約100人が加わり、ほとんど昼夜の区別なく働いて数日で出来上がったという。
この築造の指揮について、平井松午は「幕末箱館における五稜郭および元陣屋の景観」の脚註において大鳥圭介らが担ったとしているが、大鳥本人によれば『四稜郭史』で述べられた工期に相当する4月下旬は、二度の木古内口防戦、知内に孤立した遊撃隊・彰義隊らの救出、矢不来の戦いと彼自身が文字通りの東奔西走に追われていた時期にあたり、この場合大鳥自身が指揮にあたれたかは疑わしい。とはいえ、大鳥麾下の伝習隊、および工兵隊は元幕府陸軍所属であり、いずれも欧州軍事教本に基づく要塞学を学んでおり、四稜郭規模の野堡築造の素養は持ち合わせていたと考えられ、殊に吉澤勇四郎率いる工兵隊は陣地構築に特化した工兵の先駆けともいうべき部隊であり、当時伝習隊は歩兵隊・士官隊いずれも前線に出ていたこともあり、工兵隊メンバーのいずれかが指揮を取った可能性がある。
設計者については定かではないが、徳山藩士として岡山藩兵らと共に官軍として箱館戦争を転戦し、明治2年(1869年)5月14日より占領後の四稜郭の守備に就いた岩崎季三郎の日記『奥羽並蝦夷地出張始末』においては、「仏人フリヨネー」（ジュール・ブリュネ大尉）の手になるものであると記録されている。
台場名称については、榎本軍側の当時史料ですでに「四稜郭」とするものがある一方、台場の名称はおろか、所在地である神山（現函館市神山町）に陣したことのみを記すものも少なくない。官軍側で四稜郭攻略を担当したのは岡山藩・福山藩・水戸藩・徳山藩であったが、うち岡山藩・福山藩・水戸藩の戦況報告では「神山（ノ）台場」と記録している。岡山藩・福山藩はそれに加え「（榎本軍は）『新五稜郭』と称している」旨の記録を遺している。
『幕末実戦史』の記述、あるいはその原本たる『南柯紀行』における「神山の小堡築造未だ成功せざれども…」との4月30日付の記述などからみて、官軍による箱館総攻撃開始直前になっても未完成のままであったが、そのまま松岡四郎次郎率いる一聯隊がその防御に入っている。1869年5月11日の箱館総攻撃の際、山手より岡山藩、沢手より福山藩・徳山藩、隣接する台地より水戸藩の攻撃を受け、権現台場とともに陥落した。

## 史跡と保存
箱館戦争の終結後は荒廃が進んでいたが、1934年（昭和9年）1月22日に国の史跡に指定された。旧亀田町によって1969年度（昭和44年度）から1972年度（昭和47年度）にかけて土塁の修復等の環境整備工事が実施された。合併後も1990年（平成2年）から函館市による再整備が断続的に続けられている。
5月には、付近一帯はスズランの花畑となる。
2002年（平成14年）5月26日のNHK『新・クイズ 日本人の質問』において「五稜郭を見るうえで重要なもの」として、四稜郭が紹介された。

## 註釈
1. ↑  文献上は鳥羽正雄ら編『日本城郭全集 第1 (北海道・青森・岩手・秋田編)』（人物往来社、1967年）における「神山の新台場」が近似した形での初出であり、のち平井聖ら編『日本城郭大系』（新人物往来社、1980年）において別称として（前述の呼称から「神山の」が脱落したかたちで）「新台場」が挙げられるのが初出である。以上の状況を見るに、戦後新たに生まれたものが考証なきまま踏襲されている可能性があり、現状のように別称筆頭として扱うべきかは疑問が残る。なお、箱館戦争当時史料中および明治～戦前にいたるまで四稜郭を「新台場」と読んだ例は確認できていない（2025年6月9日現在）。
2. ↑  例えば規模は戸切地陣屋本陣が43,400㎡に対し四稜郭は2,300㎡と約18倍の開きがある。構造も戸切地陣屋が（国内外300ヶ所を数える）四稜堡のスタンダードである正方形基準であるのに対し、四稜郭は長方形を基準とする。目的も戸切地陣屋が箱館平野警衛の拠点・駐屯を目的としたのに対し、四稜郭は野堡・支堡としての台場のひとつであり、いずれにおいても両者には大きな相違がある。
3. ↑  この他函館周辺に所在した台場・堡塁群に「三稜郭（桔梗野台場）」「六稜郭（弁天台場）」「七稜郭（峠下台場）」などの俗称があるが、いずれも戦後以降、峠下台場の発見（昭和48年・1973年）を契機に、かつての洋式遺構に対し「四・五があるなら三・六・七も…」と語呂合わせの如く、稜堡の有無を無視して多角形をとる陣地跡に「〇稜郭」と無差別に付していった風潮の残滓であり、必然各遺構の構造・機能・目的はいずれも全く異なる上、当時性のある呼称でもない（うち桔梗野台場は具体的な形状・位置すら不明である）。

なお国立国会図書館蔵書中では桔梗野台場を指す「三稜郭」は1989年『考古学ジャーナル』305号が初出であり、弁天台場＝六稜郭、峠下台場＝七稜郭については21世紀になってようやく観光ムックに散見されるが、それまでは巷説の域を出ていなかったことが伺え、竣工ならびに箱館戦争当時より各城固有の呼称であった「四稜郭」「五稜郭」とは区別すべきである。
4. ↑  後この段丘崖から函館山島にかけて、完新世期に海砂および段丘からの流下堆積物により繋がれ陸繋島を形成し現在に至る。五稜郭はこの陸繋島堆積物上に立地している。 北海道立地下資源研究所1964『1/50000地質図「五稜郭』より。
5. ↑  明治元年（1868年）11月にイギリス・アメリカ・フランス各国使者に託した「徳川本家の地位回復、ならびに彼らを当主とした旧徳川家臣団による蝦夷地開拓の許可・委任」の嘆願書（『説夢録』『北洲新話』『蝦夷錦』『戊辰戦争見聞略記』）への返答を待っていたが、同時期すでに新政府は青森に各藩兵を集め戦闘準備を進めていた（『復古外記 蝦夷戦記』によると、明治元年11月末から12月初頭段階で討伐本営を青森に移し、明治2年2月段階では「朝敵討伐」の勅令を待つだけとなっていた）。
6. ↑  なお同型を含む四稜の稜堡式堡塁は、1,000 ㎡前後の小さなものから最大 25 万㎡に及ぶものまで、現在世界で308件確認されている。時田太一郎「世界各国における稜堡式城堡データリスト」『北斗市郷土資料館研究紀要』第2号、2025年、78頁および81-84頁。
7. ↑  鍛神小学校訓導であった服部安正による著作。1935年、函館市中央図書館蔵。
8. ↑  『南柯紀行』でも、四稜郭着手に係る記述はなく、一連の戦闘を終え五稜郭に集結する段（二股口方面隊らが帰参した四月三十日以降）になって初めて「神山の小堡」に言及する。
9. ↑  大鳥の訳した『砲科新論』(O. H. Kuijck著『Handleiding tot de kennis der Artillerie』)・『野戦要務』(Koninklijke Militaire Akademie (オランダ王立士官学校)編『Handleiding tot de kennis van de velddienst, voor onder-officieren en korporaals der infanterie』)・『築城典刑』(C. M. H. Pel 著『Handleiding tot de kennis der versterkings-kunst, ten dienst van onderofficieren』)などを教本に学んだ。
10. ↑  幕府陸軍時代には砲術教本『火功奏式』(原著：James Gilchrist Benton 著『A Course of Instruction in Ordnance and Gunnery』)・要塞学教本『斯氏築城典刑』(原著：Hector Straith 著『Treatise on Fortification and Artillery』)などの欧州軍学書の邦訳も手がけている。
11. ↑  大川正次郎率いる伝習歩兵隊は二股口の戦いにて当初（4月10日）より主力を務め、滝川充太郎率いる伝習士官隊は同戦いの第二次会戦の援軍として4月24日より同じく二股台場にあった。また、伝習隊隊長格のもう一人・本多幸七郎は松前口敗戦により敵中に孤立した遊軍の救援のため、4月21日以降大鳥と共に木古内口に出陣していた（『南柯紀行』より）。
12. ↑  「上下亀（神）山ノ権現」（『新開調記』）、「神の山辺」（『説夢録』）、「神山ニ陣ス」（『衝鋒隊戦争略記』）、「神山・赤川辺」（『蝦夷錦』）など、台場自体についても言及しない史料は少なくない（新人物往来社1996『箱館戦争史料集』）。当時陸軍を統率した大鳥圭介も「神山の小堡」「神山の砲台」（『南柯紀行』）と触れるのみである（新人物往来社1998『南柯紀行・北国戦争概略衝鋒隊之記』。